# Konståret 1908

## Händelser

### Okänt datum
- Hugh Lane grundar Dublin City Gallery.
- Paul Ranson grundar Académie Ranson.
- Konstnärsgruppen The Eight grundas i New York.
- Septemgruppen bildades i Finland.
- Konstnärsförbundets skola upphör med sin verksamhet.
- Riksdagen beslöt 1908 att tillskjuta medel till en statlig etsnings- och gravyrskola vid Konstakademien.

## Verk
- Pierre Bonnard - Woman in a Blue Hat
- Carl Larsson - Gustav Vasas intåg i Stockholm 1523 kommer efter 15 års stridigheter äntligen på plats i Nationalmuseums trapphall den  28 januari.
- Amedeo Modigliani - The Jewess
- Piet Mondrian - Avond
- Carl Milles komponerar skulpturen Vingarna

## Utställningar
- Allied Artists' Association håller sin första utställning i Royal Albert Hall i London.
- Ashcan School ("de åtta") håller sin första och enda utställning i Macbeth Gallery.

## Födda
- 16 januari - Ralph Bergholtz (död 1988), svensk målare, tecknare och träskulptör.
- 22 januari - Olle von Schewen (död 1974), svensk konstnär (målare och tecknare).
- 29 februari - Balthus (död 2001), fransk målare av polsk-tysk härstamning.
- 1 mars
  - Harald Wiberg (död 1986), svensk konstnär och illustratör.
  - Mona Morales-Schildt (död 1999), svensk formgivare och glaskonstnär.
- 10 mars - Inge Schiöler (död 1971), svensk målare.
- 5 april - Anna Tornbacka, (död 1993) svensk målare.
- 19 maj - Eric Palmquist, (död 1999) svensk illustratör och konstnär.
- 23 maj - Elvine Nordwall (död 1997), svensk konstnär och skulptör.
- 25 maj - Lucie Lundberg (död 1983), svensk konstnär och illustratör.
- 3 april - Dagny Cassel (död 1988), svensk konstnär och
- 13 juni - Maria Helena Vieira da Silva (död 1992), portugisisk abstrakt konstnär.
- 26 augusti - Gösta Palm (död 1954), svensk konstnär.
- 27 augusti - Kurt Wegner (död 1985), tysk konstnär verksam i Sverige.
- 31 augusti - Sven Erik Skawonius (död 1981), svensk målare, tecknare och teaterdekoratör,
- 9 oktober - Olle Gill (död 1996), svensk bildkonstnär.
- 17 december - Edna Martin (död 2003), svensk textilkonstnär.

## Avlidna
- 9 januari - Wilhelm Busch (född 1832), tysk författare och tecknare.
- 27 februari - Axel Kulle (född 1846), svensk konstnär (målare).
- 24 juni - Gustav Adolph Kietz  (född 1824), tysk skulptör.
- 25 oktober - Lorentz Frölich (född 1820), dansk målare.
- 4 november - Richard Gerstl (född 1883), österrikisk målare.